# Вердум
Вердум (нім. Werdum) — громада в Німеччині, розташована в землі Нижня Саксонія. Входить до складу району Віттмунд. Складова частина об'єднання громад Езенс.
Площа — 18,45 км2. Населення становить 738 ос. (станом на 31 грудня 2021).